# Selenocephalus armeniacus
Selenocephalus armeniacus är en insektsart som beskrevs av Lindberg 1960. Selenocephalus armeniacus ingår i släktet Selenocephalus och familjen dvärgstritar. Inga underarter finns listade i Catalogue of Life.